# 怪醫美女RAY
《怪醫美女RAY》是吉富昭仁創作的日本漫畫作品。於秋田書店漫畫雜誌《Champion RED》2002年10月号至2005年8月号期間連載，單行本全7冊。「RAY -THE OTHER SIDE-」於同雜誌2006年5月号至同年9月号期間連載，單行本全1卷。
此漫畫中的角色B.J.，就是手塚治虫所著漫畫《怪醫黑傑克》中的黑傑克。

## 登場人物
春日野 零（聲：野川櫻）
主角。右肩後方有數字刻印「075-1-74」。自從被B.J.所救後，具有透視能力。從事外科醫生的工作。
篠山 利明（聲：高橋廣樹）
開發人工內臟的專家。堀内堇的小學青梅竹馬，小名：小俊。
沢（聲：屋良有作）
「沢医院」的院長。失去右眼左腳。
コーイチ（聲：浪川大輔）
紅緞帶 (紅色絲巾)（聲：宮崎羽衣）
右肩後方有數字刻印「075-2-33」
春日野（聲：一柳みる）
美里（聲：本名陽子）
「沢医院」的護士，帶眼鏡。
留美（聲：河原木志穗）
「沢医院」的護士。
利江（聲：生天目仁美）
「沢医院」的護士。
真美（聲：新井里美）
「沢医院」的護士，黑短髮。
江戸川 賢治（聲：久保田惠）
在「沢医院」長期住院的少年，得了無法接觸外界空氣的怪病，必須生活在徹底殺菌的隔離病房裡。
堀内 堇（聲：堀江由衣）
篠山的青梅竹馬。先天性心臟病患者。
Hリングの男（聲：山野井仁）
ONE（聲：近江知永）
與零長相一樣的複製人。右肩後方有數字刻印「078-3-74」。
ほのか（聲：金井美香）
B.J.（聲：大塚明夫）

## 出版書籍
怪醫美女RAY
| 冊數 | 秋田書店       | 秋田書店           | 長鴻出版社     | 長鴻出版社           |
| 冊數 | 發售日期       | ISBN               | 發售日期       | EAN                  |
| ---- | -------------- | ------------------ | -------------- | -------------------- |
| 1    | 2003年3月20日  | ISBN 4-253-23030-X | 2004年2月4日   | EAN 471-0765-18204-5 |
| 2    | 2003年7月17日  | ISBN 4-253-23031-8 | 2004年3月23日  | EAN 471-0765-18212-0 |
| 3    | 2003年12月18日 | ISBN 4-253-23032-6 | 2004年6月28日  | EAN 471-0765-18516-9 |
| 4    | 2004年5月1日   | ISBN 4-253-23033-4 | 2005年3月10日  | EAN 471-0765-19221-1 |
| 5    | 2004年10月21日 | ISBN 4-253-23034-2 | 2005年9月18日  | EAN 471-0765-19594-6 |
| 6    | 2005年3月19日  | ISBN 4-253-23035-0 | 2005年10月13日 | EAN 471-0765-19786-5 |
| 7    | 2005年8月20日  | ISBN 4-253-23036-9 | 2006年3月3日   | EAN 471-0765-20310-8 |

怪醫美女RAY+
| 冊數 | 秋田書店      | 秋田書店           | 長鴻出版社    | 長鴻出版社           |
| 冊數 | 發售日期      | ISBN               | 發售日期      | EAN                  |
| ---- | ------------- | ------------------ | ------------- | -------------------- |
| 全   | 2006年8月18日 | ISBN 4-253-23025-3 | 2007年7月13日 | EAN 471-0765-21613-9 |

## 電視動畫
以《RAY THE ANIMATION》為標題。於2006年4月6日至2006年6月29日播出，全13話。

### 製作人員
- 原作 - 吉富昭仁
- 監督 - 高橋直人
- 系列構成 - 冨岡淳広
- 人物設計、總作画監督 - 香川久
- 設計協力 - コレサワシゲユキ
- 美術監修 - 小林七郎
- 美術監督 - 今井修
- 色彩設計 - 大槻浩司
- 攝影監督 - 石塚知義
- 編輯 - 伊藤潤一
- 音響監督 - 三好慶一郎
- 音樂 - 奥井雅美 with God Speed
- 製作人 - 宇田川美雪、高木和義、古木武文、鈴木和彦、千葉卓也
- 動畫製作人 - 井口憲明
- 動畫製作 - OLM TEAM IGUCHI
- 製作・著作 - RAY PROJECT（東北放送、Amuse Soft Entertainment、多玩國、中部日本放送、RKB每日放送、北海道放送、OLM）

### 主題曲
片頭曲「zero-G-」
作詞、歌 - 奥井雅美 / 作曲 - Monta / 編曲 - 鈴木‘Daichi’秀行
片尾曲
作詞、作曲 - 奥井雅美 / 編曲 - 市川淳 / 歌 - 近江知永

### 各話列表
| 話数 | 副標題 | 翻譯           | 脚本                  | 分鏡         | 演出         | 作画監督                   |
| ---- | ------ | -------------- | --------------------- | ------------ | ------------ | -------------------------- |
| 1    |        | 神之眼         | 冨岡淳広              | 高橋ナオヒト | 長尾粛       | 服部憲知                   |
| 2    |        | 拍檔           | 冨岡淳広              | 高橋ナオヒト | 夕澄慶英     | 宮田瑠美                   |
| 3    |        | 越過玻璃的風景 | ほそのゆうじ          | 熊谷雅晃     | 熊谷雅晃     | 山本道隆                   |
| 4    |        | 紅緞帶         | ほそのゆうじ          | 田部伸一     | 冨沢隆雄     | 牛島勇二                   |
| 5    |        | 替代之物       | ほそのゆうじ          | 長尾粛       | 長尾粛       | 池田裕治                   |
| 6    |        | 禮物           | 冨岡淳広              | 犬川犬夫     | 犬川犬夫     | 飯飼一幸                   |
| 7    |        | 心上人         | 神山修一              | 広嶋秀樹     | 石川敏浩     | Kim Dae-Hoon               |
| 8    |        | 愚蠢的過去     | 冨岡淳広              | 夕澄慶英     | 夕澄慶英     | 宮田瑠美                   |
| 9    |        | 呈現之身       | 神山修一              | 板村智幸     | 鎌倉由実     | 小山知洋                   |
| 10   |        | 再會           | ほそのゆうじ          | 内田祐司     | 内田祐司     | 山本道隆                   |
| 11   |        | 哀傷著…        | ほそのゆうじ 冨岡淳広 | 板村智幸     | 犬川犬夫     | 飯飼一幸                   |
| 12   |        | 嘆息的樂園     | 神山修一              | 高橋ナオヒト | 石川敏浩     | Kim Dae-Hoon You Seung-Hee |
| 13   |        | 生命           | 冨岡淳広              | 青柳宏宜     | 高橋ナオヒト | 香川久 山本道隆            |

### 播放電視台
| 播放地區   | 播放電視台   | 播放日期                | 播放時間             | 聯播網    | 備註                  |
| ---------- | ------------ | ----------------------- | -------------------- | --------- | --------------------- |
| 宮城縣     | 東北放送     | 2006年4月5日 - 6月28日  | 星期三 26:00 - 26:30 | TBS系列   | 參與製作委員会        |
| 中京廣域圈 | 中部日本放送 | 2006年4月5日 - 6月28日  | 星期三 26:15 - 26:45 | TBS系列   | 參與製作委員会        |
| 福岡縣     | RKB毎日放送  | 2006年4月9日 - 7月2日   | 星期日 26:13 - 26:43 | TBS系列   | 參與製作委員会        |
| 神奈川縣   | tvk          | 2006年4月10日 - 7月3日  | 星期一 23:00 - 23:30 | 独立UHF局 |                       |
| 北海道     | 北海道放送   | 2006年4月13日 - 7月6日  | 星期四 26:10 - 26:40 | TBS系列   | 參與製作委員会        |
| 日本全域   | Family劇場   | 2006年4月16日 - 7月23日 | 星期日 19:00 - 19:30 | CS放送    | 有重播                |
| 栃木縣     | 栃木電視台   | 2006年4月18日 - 8月1日  | 星期二 22:30 - 23:00 | 独立UHF局 |                       |
| 近畿廣域圈 | 每日放送     | 2006年7月15日 - 10月7日 | 星期六 26:55 - 27:25 | TBS系列   | Anime Shower頻道第3部 |

## 外部連結
- 動畫官方網站 - 網際網路檔案館（日語）
- hicbc.com：RAY THE ANIMATION （页面存档备份，存于）（日語）